# 三线态氧
三线态氧, 3O2，指的是双原子氧（{\displaystyle {\ce {O2}}}）的S = 1 电子基态。它是最常见、最稳定的氧的同素异形体。三线态氧分子包含两个不成对的电子，这使三线态氧成为稳定且经常遇到的不寻常的例子双自由基。根据分子轨道理论，三线态氧的电子构型有两个电子，它们占据了两个等能量的π分子轨道(MOs)(即简并的MOs）。根据洪德规则，它们保持电子对并且自旋平行，并占分子氧的顺磁性。这些半填充的轨道具有反键轨道特征，将分子的总键序从最大值3（例如，二氮）降低到2，这在这些反键轨道保持完全未被占用时发生。 三线态氧的分子符号是3Σ−
g。

## 自旋

分子氧的价轨道（中）；在基态下，π*轨道中的电子的自旋平行。

简并轨道中两个电子的s = 1⁄2 自旋，总共产生2 × 2 = 4个独立的自旋态。交换相互作用将其分为单重态（总自旋S = 0）和一组3个简并三线态 (S = 1）。与洪德规则一致，三线态在能量上更有利，并且对应于分子的基态，总电子自旋为S = 1。激发到S = 0 会产生更多反应性亚稳态單線態氧

### 路易斯结构

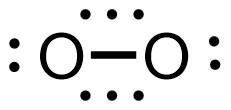
鲍林的路易斯结构的三线态双氧。

因为处于基态的分子具有非零的自旋磁矩，所以氧为顺磁性； 即，它可以被吸引到磁铁的两极。因此，具有全部成对的电子的路易斯结构 O=O 不能精确地表示分子氧中键的性质。但是，•O–O• 的替代结构也不够用，因为它暗示了单键的特性，而实验确定的为 121 pm的键长比过氧化氢 (HO–OH) 中147.5 pm的单键短得多。这表明三线态氧具有更高的键序。 必须使用分子轨道理论来正确解释同时观察到的顺磁性和短键长。在分子轨道理论的框架下，三线态双氧中的氧-氧键更好地描述为一个完整的σ键加上两个π半键，每个半键均由两中心三电子（2c-3e）键构成，给出两个净键合顺序（1+2×1/2），同时还要考虑自旋状态（S = 1）。在三线态双氧的情况下，每个2c-3e键由πu键合轨道中的两个电子和πg反键合轨道中的一个电子组成，以提供1/2的净键阶贡献。
必须修改构造路易斯结构的常规规则，以适应包含2c-3e键的三线态双氧或一氧化氮之类的分子。 在这方面尚无共识； 鲍林建议使用三个紧密间隔的共线点来表示三电子键（参见插图）。

## 液态观察
观察双氧顺磁性的常用实验方法是将其冷却至液相。 当倒在彼此靠近的强磁体的磁极之间时，液态氧可以悬浮。 或者，磁铁可以在倒入液氧时拉动液氧流。 分子轨道理论为这些观察提供了解释。

## 反应
不寻常的电子结构阻止了分子氧直接与许多其他处于单重态的分子直接反应。 但是，三线态氧将很容易与处于双重态的分子反应形成新的自由基。
在三线态氧与闭壳（单重态分子）的反应中，自旋量子数的守恒将需要三线态过渡态。 所需的额外能量足以防止在环境温度下与反应性最强的底物（例如活性炭、白磷）以外的所有底物直接反应。  在较高温度下或在合适的催化剂存在下，反应更容易进行。 例如，大多数易燃物质的特征是自燃温度，在这种温度下，它们将在空气中燃烧而没有外部火焰或火花。

## 扩展阅读
- International Union of Pure and Applied Chemistry (IUPAC), The IUPAC Compendium of Chemical Terminology，4-th ed. (The Gold Book) (1997)。在線校正版: (2006–) "singlet molecular oxygen (singlet molecular dioxygen)"。doi:10.1351/goldbook.S05695